# Kuňja (přítok Lovati)
Kuňja (rusky Кунья) je řeka v Pskovské, ve Tverské a v Novgorodské oblasti v Rusku. Je dlouhá 236 km. Povodí řeky je 5143 km².

## Průběh toku
Odtéká z jezera Vstěselevo. Ústí v Cholmu zprava do Lovati. Největším přítokem je Serjoža.

## Vodní režim
Zdrojem vody jsou převážně sněhové srážky. Průměrný roční průtok vody v ústí činí 44,8 m³/s. Zamrzá na začátku prosince a rozmrzá na konci března až na začátku dubna.

## Využití
Řeka je splavná pro vodáky.